# رايبور
رَيْبُور هي عاصمة ولاية تشاتيسغار، الهند. والمدينة هي المقر الإداري لمقاطعة ريبور. وكانت في السابق جزءًا من ولاية ماديا براديش قبل تشكيل ولاية تشاتيسغار في 1 من نوفمبر 2000م. وأثناء إجراء التعداد السكاني لعام 2011م، كان عدد سكان منطقة البلدية هو 1010087 نسمة.

## الجغرافيا والمناخ

### معلومات جغرافية
تقع ريبور بالقرب من مركز أحد السهول الكبيرة، التي يُشار إليه في بعض الأحيان باسم "وعاء الأرز الهندي"، حيث تتم في زراعة مئات الأنواع من الأرز. ويتدفق نهر ماهانادي إلى الشرق من مدينة ريبور، وتوجد بالجانب الجنوبي غابات كثيفة. وتحلق تلال مايكال مرتفع في الشمال الغربي لمدينة ريبور؛ وفي الشمال، ترتفع الأرض وتبرز بها هضبة شوتا ناجبور، التي تمتد ناحية الشمال الشرقي عبر ولاية جهارخاند. وعلى الجنوب من مدينة ريبور تقع هضبة ديكان.